# Trećesvibanjski Ustav
Trećesvibanjski (Svibanjski) Ustav prvi je europski i drugi svjetski Ustav koji je 3. svibnja 1791. proglasio Veliki Sejm Poljsko-Litavske Unije u današnjoj Predsjedničkoj palači u Varšavi. Predstavlja prvi Ustav na europskom tlu koji je ukinuo izbornost kralja i staleške povlastice, omogućivši pučanstvu predstavništvo u Sejmu, pravo stjecanja zemljišnog posjeda i stupanja u svećeničku, časničke i činovničke službe. Ustavom je također proglašeno sjedinjenje Poljske i Litve u jedinstvenu državu.
Proglašenjem Ustava kralj Fridrik II. Veliki prekida prusko savezništvo s Poljsko-Litavskom Unijom te se priklanja Targowickoj konfederaciji ruske carice Katarine Velike, s čijom pomoći podiže pobunu. U sukobu državnih vlasti i velikaša Poljsko-Litavske Unije pobjedu odnosi konfederacija te dolazi do Druge podjele Poljske između Pruske i Rusije. Simbolički je Sejm 1793. poništio odredbe Ustava, iako je takva odluka upitne pravne snage zbog pravne nemoći Sejma nakon podjele Poljske. Time je Ustav na snazi bio manje od 19 mjeseci.

## Vanjske poveznice
- Izvornik Ustava u mrežnoj pismohrani poljske vlade